# ديسي أنور
ديسي أنور (بالإندونيسية: Desi Anwar)‏ هي صحفية إندونيسية وماليزية، ولدت في 11 ديسمبر 1962 في باندونغ في إندونيسيا.

## وصلات خارجية
- الموقع الرسمي